# Durchflussmesser

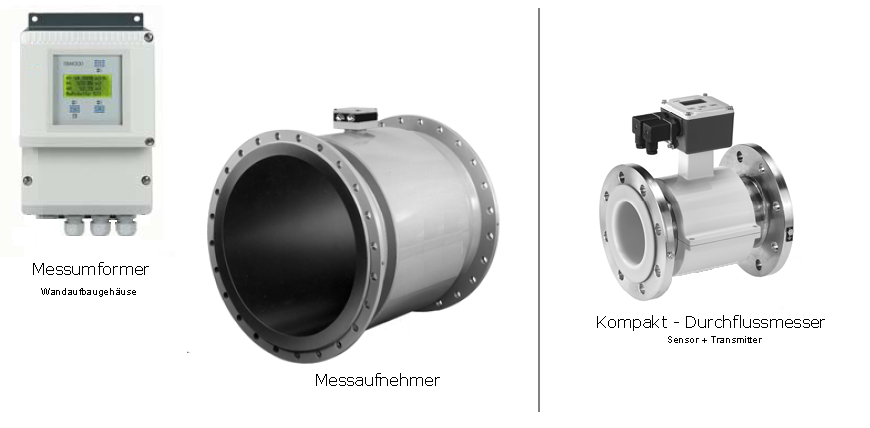
Aufbau Kompakt- und getrennte Version (Sensor + Transmitter)

Ein Durchflussmesser ist ein Messgerät gemäß der grundlegenden Norm DIN 1319. Es besteht aus zwei Hauptkomponenten, dem eigentlichen Messaufnehmer, der als Durchflusssensor dient, und einem Auswerte- und Speiseteil, das auch als Transmitter oder Messumformer bezeichnet wird.
Zwei markante Konstruktionen sind die räumlich vom Aufnehmer getrennten Messumformer und die räumlich mit dem Aufnehmer verbundenen Kompaktgeräte.

## Bestandteile Durchflussmesser

### Messaufnehmer
Der Sensor ist ein technisches Bauteil des Durchflussmessers, der bestimmte physikalische oder chemische Eigenschaften (z. B.: Temperatur, Druck, Schall, Beschleunigung, Drehzahl etc.) und/oder die stoffliche Beschaffenheit seiner Umgebung qualitativ oder als Messgröße quantitativ erfassen kann.

### Transmitter
Diese Größen des Sensors werden dann in sogenannten Wandlern (engl. transducer) (Transmitter, Messumformer) in andere Werte umgewandelt und in weiterverarbeitbare Größen (meist elektrische Signale) umgewandelt und ausgegeben. Über den Transmitter (Messumformer) wird auch in der Regel der Messwertaufnehmer (Sensor) gespeist.
Als Standardausgänge der Transmitter steht mindestens ein analoger 0-20-mA-, 4-20-mA- oder 0-10-V-Ausgang zur Verfügung. Darüber hinaus werden Spannungs- und Frequenz- bzw. Impulsausgänge als Optionen verwendet. Die meisten Transmitter verfügen heute über mehrere Statusein- und -ausgänge. Transmitter mit Schnittstellen und Bussystemen, wie z. B. RS232, PROFIBUS, DeviceNet oder HART-Kommunikation, gehören mittlerweile zum Standard der industriellen Messtechnik und Prozessautomatisierung. Einige Hersteller bieten auch besondere Funktionen an, wie zum Beispiel die Ausgabe des Volumenstroms oder der Feststoffkonzentration. Auch Chargendosierung oder PID-Regelung sind möglich.

### Einsatzgebiete
Durchflussmesser werden in den Bereichen Wasser und Abwasser, Chemie und Petrochemie, Öl und Gas, Energie- und Dampferzeugung, Pharma, Papier und Zellstoff sowie Nahrungs- und Genussmittel eingesetzt und decken zahlreiche branchenspezifische Anwendungen ab.

## Aufgliederung der Durchflussmesser

Einteilungsschema der Durchflussmesser

Die Durchflussmessung ist nach Temperatur und Druck und Kraft die wichtigste Größe der industriellen Messtechnik und eine der Grundlagen der Prozessautomatisierung.

### Prinzipielle Messverfahren
Die Messverfahren der Durchflussmessung für die Messung und Automation industrieller Prozesse (FCI) unterscheiden sich durch:
- 1. akustische Verfahren
- 2. gyroskopische Verfahren
- 3. magnetisch-induktive Verfahren
- 4. mechanisch-volumetrische Verfahren
- 5. optische Verfahren
- 6. thermische Verfahren
- 7. Wirkdruck-/Stauverfahren

#### Unterscheidung Zähler und Durchflussmessung
Die Begriffe Zähler (Zählung) und Durchflussmesser (Messung) bezeichnen trotz ihrer Ähnlichkeit nicht dasselbe. Zählen ist die Erfassung einer Menge innerhalb eines beliebigen Zeitabschnittes, Messen jedoch das Erfassen der Größe „Menge pro Zeitspanne“ (wie zum Beispiel: Volumenstrom; Volumendurchfluss).
Zähler sind daher auf ein Mengenmaß kalibriert wie zum Beispiel in Liter. Der Zeiger eines Zählers oder auch ein Rollenzählwerk (wie z. B. beim Kilometerzähler) läuft unbefristet immer in derselben Richtung weiter. Oder der Zähler erfasst befristet immer für dieselbe Dauer und beginnt dazu immer wieder bei null. Der Zeiger eines Durchflussmessers jedoch pendelt je nach Durchfluss vor der Skala hin und her, welche beispielsweise in l/s, l/min oder m³/h ausgegeben werden kann. Beim befristet arbeitenden Zähler pendelt der Zählerstand.
In zahlreichen Anwendungen gibt es Zähler und Durchflussmesser. Zähler werden zum Zählen oder Festhalten zum Beispiel von in Pumpwerken geförderten oder an die Verbraucher gelieferten Wassermengen verwendet. Die Zähleranzeige bildet somit die Grundlage für die Berechnung der Wasserlieferung. Die Differenz zwischen einer vorherigen und einer neuen Ablesung des Zählers stellt den Verbrauch dar, der mit dem Preis der Mengeneinheit vervielfacht wird, um den Rechnungsbetrag für den Wasserkunden zu ermitteln.
Durchflussmesser werden da eingebaut, wo die Momentanabgabe im Rohrnetz erfasst werden soll oder in Anlagen der industriellen Messtechnik und der Prozessautomatisierung, deren Durchfluss kontrolliert und weiter verarbeitet werden soll. Schließlich sind Kombinationen von Durchflussmessern mit Zählern möglich. Der kombinierte Apparat zeigt in diesem Falle sowohl den Momentandurchfluss als auch die durchgeflossene Menge an. Beispiel: Woltmannzähler oder auch Flügelradzähler und Flügelrad-Durchflussmesser.

##### Funktionsweise von Schwebekörperdurchflussmesser und Durchflussmessern
Der Durchflussmesser mit Schwebekörper ist ein äußerst präzises Werkzeug zum Messen von Volumenströmen bei flüssigen Medien (bzw. Luft, Gas oder Wasser). Das Messgerät wird senkrecht in das Rohrleitungssystem eingebaut, so dass der Durchfluss des Mediums von unten nach oben erfolgt. Das Medium durchströmt den konischen Körper des Messgerätes. Im Inneren befindet sich ein Schwebekörper, welcher sich in der vertikalen Achse bewegen kann. Der Schwebekörper hat ein gewisses Eigengewicht, welches diesen Schwebekörper prinzipiell auf die Öffnung des Messgerätes sinken lässt. Wird nun das Medium im Rohrleitungssystem mit Druck beaufschlagt, fängt der Schwebekörper, sobald das Eigengewicht (Gewichtskraft) erreicht ist, im Messkonus zu steigen an. Durch die konische Form des Messgerätes, was bedeutet, dass dieses nach oben hin breiter wird, kann je weiter der Schwebekörper nach oben gedrückt wird, gleichzeitig auch mehr des Fluides an dem Körper vorbeiströmen (Strömungswiderstand). Durch dieses Funktionsprinzip pendelt sich der Schwebekörper bei ausgeglichenen Kräften bei einem gewissen Messwert ein. Dieser Messwert ist die Strömungsgeschwindigkeit und kann an der Skalierung anhand der Oberkante des Schwebekörpers in l/h abgelesen werden. Fällt der Volumenstrom anschließend wieder ab, sinkt der Körper wieder und der Messwert verändert sich.

### Mechanisch-volumetrische Durchflussmessverfahren
Mechanisch-volumetrische Durchflussmessverfahren teilen sich in zwei Gruppen auf: in unmittelbare Volumenzähler und mittelbare Volumenzähler.

#### Unmittelbare Volumenzähler
Unmittelbare Volumenzähler haben bekannte Volumina und werden kontinuierlich mit dem Messmedium gefüllt und geleert. Messerfassung durch Zählen der Füllungen und/oder Leerungen.

##### Auslaufzähler
In Auslaufzählern läuft das Messgut drucklos aus einer Messkammer mit festen Kammerwänden aus (nicht für Messung von Gasen geeignet).

##### Verdrängungszähler
Beim Verdrängungszähler wird das Messgut durch bewegliche Messkammerwände verdrängt (für Flüssigkeiten und Gase geeignet).

#### Mittelbare Volumenzähler
Mittelbare Volumenzähler haben keine Messkammern, indirekte Volumenmessung zum Beispiel: durch Messung des Weges bzw. der Geschwindigkeit des Volumenstromes.

## Einteilung Durchfluss- und Mengenmessgeräte (Anwendungen)
Bei der Messung und Automation industrieller Prozesse (FCI) werden zwei Anwendungs-Hauptgruppen unterschieden:
1. Durchfluss- und Mengenmessgeräte in geschlossener Rohrleitung
2. Durchfluss- und Mengenmessgeräte offene Gerinne und Freispiegelleitung

### Durchfluss- und Mengenmessung in geschlossenen Rohrleitungen
Die Durchfluss- und Mengenmessung in geschlossenen Rohrleitungen (Druckleitungen) umfasst ein umfangreiches Gebiet unterschiedlichster Verfahren und physikalischer Methoden und Effekte, die zur jeweiligen Messung genutzt werden können und werden in folgende Untergruppen unterteilt: Durchflussmesser  und  Mengenmesser/Volumenzähler.
Durchflussmesser werden in folgende Untergruppen unterteilt: Volumendurchfluss und  Massedurchfluss.

#### Volumendurchfluss
- Magnetisch-induktiver Durchflussmesser (MID)
- Schwebekörper-Durchflussmesser
- Ultraschall-Durchflussmesser (USD)

#### Wirkdruck Messverfahren
- Messblende
- Staudrucksonde
- Staudrucksonde (Annubar-Prinzip)

#### Massendurchfluss
- Coriolis Massedurchflussmesser (CMD)
- Thermische Massedurchflussmesser
- Vortex-Massedurchflussmesser Kurzbezeichnung: VDM

### Mengenmesser Volumenzähler
Diese Gruppe wird in mittelbare und unmittelbare unterteilt:

#### Mittelbare

##### Mittelbare Volumenzähler
keine Messkammern, indirekte Volumenmessung z. B. durch Messung des Weges bzw. der Geschwindigkeit des Stromes
- Flügelradzähler
- Schraubenradzähler
- Turbinenrad-Durchflussmesser
- Woltmannzähler

##### Wirbel- und Dralldurchflussmesser
Für beide Durchflussmesser gilt die Funktion, trifft ein strömendes Medium auf ein Hindernis, bilden sich Druckschwankungen im Medium, die zu Wirbelablösungen an diesem Hindernis führen. Dieses Phänomen machen sich Wirbel- und Drall-Durchflussmesser zunutze. Über geometrisch definierte Hindernisse Wirbel- oder Drallkörper werden Wirbelablösungen im Durchflussmesser erzeugt und deren Frequenz mit einem Sensor erfasst. Daraus wird präzise und zuverlässig der
Durchfluss in Flüssigkeiten, Gasen und Dampf bestimmt.
- Drall-Durchflussmesser (DDM)
- Vortex-Durchflussmesser (VDM)

#### Unmittelbare

##### Unmittelbare Auslaufzähler
enthalten feste Kammerwände, Messgut läuft drucklos aus Messkammer aus (nicht für Messung von Gasen geeignet)
Volumenzähler mit festen Kammerwänden (Auslaufzähler) ist zum Beispiel der Trommelzähler
- größte Bedeutung unter Auslaufzählern
- gestattet auch Messung stark verschmutzter Flüssigkeiten
- geringer Druckverlust
- Medium sollte nicht zu große Viskosität besitzen, damit Messgut schnell genug entleert werden kann
- Genauigkeiten bis zu 0,1 % erreichbar (Fehlerkurve hängt von Oberflächenspannung der Flüssigkeit ab)

##### Unmittelbare Verdrängungszähler
Messgut wird durch bewegliche Messkammerwände verdrängt (für Flüssigkeiten und Gase geeignet).
Volumenzähler mit beweglichen Kammerwänden (Verdrängungszähler) sind
- Balgenzähler
- Drehkolbenzähler
- Kolbenzähler
- Ovalradzähler Volumenmessung von Flüssigkeiten und Flüssiggasen in der chemischen und petrochemischen Industrie, in der Mineralölindustrie und im Bereich Nahrungs- und Genussmittel
- Ringkolbenzähler
- Treibschieberzähler
- Zahnrad-Durchflussmesser

### Durchfluss- und Mengenmessgeräte bei offenen Gerinnen und Freispiegelleitungen

#### Venturi-Kanalmesser
Die Bezeichnung Venturi-Kanal soll in diesem Artikel als Sammelbegriff für alle hydraulisch wirkenden Messrinnen, wie Venturi-Rinnen, Parshall-Rinne, Palmer-Bowlus-Rinne etc., dienen.
Die bei Abwasserbehandlungsanlagen vorhandenen Venturi-Rinnen haben fast immer rechteckige Querschnitte.
- Venturi-Durchflussmessung

#### Magnetisch-induktive Durchflussmesser
- Magnetisch-induktive Durchflussmesser (Kurzbezeichnung MID)

Magnetisch-induktive Durchflussmesser, die nach dem Prinzip der Geschwindigkeitsmessung in einem bekannten Fließquerschnitt arbeiten (wobei durch Vollfüllung des Rohres dafür gesorgt wird, dass der Fließquerschnitt vorgegeben und konstant ist), waren bis vor einiger Zeit nicht für den direkten Einsatz in teilgefüllten Leitungen geeignet. Neue Entwicklungen der magnetisch-induktiven Durchflussmesser für Teilfüllung durch eingebaute Teilmengenerfassung, Leerrohrdetektion und deren Messgenauigkeit ermöglichen heute den Einsatz bei solchen Anwendungen. Es entfallen somit für den Anwender aufwendige Überleitungen von Freispiegelströmung in Druckrohrströmung und zurück.

## Normen und Richtlinien

### Europäische Messgeräterichtlinie MI-001
Die erste Measuring Instruments Directives mit der Nummer 001 bezieht sich auf die EU-weite Richtlinie 2004/22/EG für sogenannte Kaltwasser-Zähler die für die Messung im geschäftlichen Verkehr (früher als eichpflichtig benannt). Sie wurde April 2004 in Brüssel beschlossen und muss bis Ende Oktober 2006 in den Mitgliedstaaten ratifiziert sein. Nationale Ausnahmen sind jedoch möglich, verbieten aber alternative Regelungen.
Die MI-001 basiert im Wesentlichen auf der EN 14154 und ISO 4064, die bis heute als das Standardregelwerk für die Wasserindustrie und alle zuständigen Behörden gelten. Es gab verschiedene Novellierungen mit unterschiedlichen Klassifizierungen für die Messgenauigkeit und Anforderungen bezüglich der Selbstkontrolle.
Die neuen Ausgaben aus dem Jahre 2005 sind aber fast deckungsgleich mit der MI-001. Die alten Regelungen werden für eine Übergangszeit von 10 Jahren parallel zur MI-001 Gültigkeit haben.